# Kalle Järvilehto
Kalle Järvilehto (ur. 21 lipca 1995) – fiński snowboardzista, specjalizujący się w slopestyle'u i big air. Po raz pierwszy na arenie międzynarodowej pojawił się 1 października 2011 roku w Vuokatti, gdzie w zawodach FIS Race zajął 12. miejsce w half-pipe'ie. W 2016 roku wystąpił na igrzyskach olimpijskich młodzieży w Innsbrucku, gdzie był jedenasty w slopestyle'u i szesnasty w half-pipe'ie. W tym samym roku brał też udział w mistrzostwach świata juniorów w Sierra Nevada jednak plasował się w czwartej dziesiątce. W zawodach w Pucharu Świata zadebiutował 12 listopada 2016 roku w Mediolanie, zajmując 36. miejsce w big air. Pierwsze punkty wywalczył 26 listopada 2016 roku w Alpensii, gdzie był jedenasty. Na podium pierwszy raz stanął 2 grudnia 2017 roku w Mönchengladbach, kończąc rywalizację w big air na trzeciej pozycji. W zawodach tych wyprzedzili go jedynie Norweg Marcus Kleveland i Japończyk Yuri Okubo. W 2017 roku wystąpił też na mistrzostwach świata w Sierra Nevada, gdzie był piąty w big air, a w slopestyle'u zajął 18. miejsce.

## Osiągnięcia

### Igrzyska olimpijskie
| Miejsce | Dzień     | Rok  | Miejscowość | Konkurencja | Zwycięzca         |
| ------- | --------- | ---- | ----------- | ----------- | ----------------- |
| 32.     | 11 lutego | 2018 | Pjongczang  | Slopestyle  | Redmond Gerard    |
| 21.     | 24 lutego | 2018 | Pjongczang  | Big air     | Sebastien Toutant |

### Mistrzostwa świata
| Miejsce | Dzień    | Rok  | Miejscowość   | Konkurencja | Zwycięzca      |
| ------- | -------- | ---- | ------------- | ----------- | -------------- |
| 18.     | 11 marca | 2017 | Sierra Nevada | Slopestyle  | Seppe Smits    |
| 5.      | 17 marca | 2017 | Sierra Nevada | Big air     | Ståle Sandbech |
| 44.     | 9 lutego | 2019 | Park City     | Slopestyle  | Chris Corning  |

### Puchar Świata

#### Miejsca w klasyfikacji generalnej AFU
- sezon 2016/2017: 26.
- sezon 2017/2018: 57.
- sezon 2018/2019: 21.
- sezon 2019/2020: 13.

#### Miejsca na podium w zawodach
1. Mönchengladbach – 2 grudnia 2017 (big air) - 3. miejsce
2. Modena – 3 listopada 2018 (big air) - 3. miejsce
3. Québec – 16 marca 2019 (big air) - 2. miejsce
4. Cardrona – 24 sierpnia 2019 (big air) - 3. miejsce